# Pływanie na Letnich Igrzyskach Olimpijskich 2016 – 4 × 200 m stylem dowolnym mężczyzn
4 × 200 m stylem dowolnym mężczyzn – jedna z konkurencji pływackich, które odbyły się podczas XXXI Igrzysk Olimpijskich w Rio de Janeiro. Eliminacje i finał miały miejsce 9 sierpnia.
Tytułu mistrzów olimpijskich z 2012 roku broniła reprezentacja Stanów Zjednoczonych.

## Terminarz
Wszystkie godziny podane są w czasie brazylijskim (UTC-03:00) oraz polskim (CEST).
| Data            | Godzina rozpoczęcia | Godzina rozpoczęcia |            |
| Data            | UTC-03:00           | CEST                |            |
| --------------- | ------------------- | ------------------- | ---------- |
| 9 sierpnia 2016 | 14:17               | 19:17               | Eliminacje |
| 9 sierpnia 2016 | 23:38               | 4:38                | Finał      |

## Rekordy
Przed zawodami rekord świata i rekord olimpijski wyglądały następująco:
| Rekord            | Reprezentacja | Czas    | Miejsce | Data             |
| ----------------- | --- | ------- | ------- | ---------------- |
| Rekord świata     | Stany Zjednoczone · Michael Phelps (1:44,49) · Ricky Berens (1:44,13) · David Walters (1:45,47) · Ryan Lochte (1:44,46)    | 6:58,55 | Rzym    | 31 lipca 2009    |
| Rekord olimpijski | Stany Zjednoczone · Michael Phelps (1:43,31) · Ryan Lochte (1:44,28) · Ricky Berens (1:46,29) · Peter Vanderkaay (1:44,68) | 6:58,56 | Pekin   | 13 sierpnia 2008 |

## Wyniki

### Eliminacje
| Miejsce | Wyścig | Tor | Państwo           | Zawodnik | Czas    | Uwagi |
| ------- | ------ | --- | ----------------- | --- | ------- | ----- |
| 1.      | 2      | 4   | Wielka Brytania   | Stephen Milne (1:46,70) Robbie Renwick (1:48,17) Daniel Wallace (1:46,39) Duncan Scott (1:45,05)                         | 7:06,31 | Q     |
| 2.      | 1      | 4   | Stany Zjednoczone | Clark Smith (1:47,20) Jack Conger (1:45,73) Gunnar Bentz (1:48,01) Ryan Lochte (1:45,80)                                 | 7:06,74 | Q     |
| 3.      | 2      | 2   | Rosja             | Michaił Dowgaljuk (1:46,91) Wiaczesław Andrusienko (1:47,50) Nikita Łobincew (1:46,42) Aleksandr Krasnych (1:45,98)      | 7:06,81 | Q     |
| 4.      | 2      | 6   | Niemcy            | Florian Vogel (1:47,16) Jacob Heidtmann (1:47,17) Clemens Rapp (1:46,61) Paul Biedermann (1:46,72)                       | 7:07,66 | Q     |
| 5.      | 2      | 7   | Japonia           | Kosuke Hagino (1:46,60) Naito Ehara (1:47,12) Yuki Kobori (1:47,60) Takeshi Matsuda (1:46,36)                            | 7:07,68 | Q     |
| 6.      | 2      | 5   | Australia         | Daniel Smith (1:47,55) Mack Horton (1:46,32) Jacob Hansford (1:47,70) Thomas Fraser-Holmes (1:46,41)                     | 7:07,98 | Q     |
| 7.      | 2      | 3   | Belgia            | Louis Croenen (1:48,35) Dieter Dekoninck (1:46,57) Emmanuel Vanluchene (1:47,79) Glenn Surgeloose (1:46,01)              | 7:08,72 | Q     |
| 8.      | 1      | 5   | Holandia          | Dion Dreesens (1:47,86) Kyle Stock (1:47,13) Ben Schwietert (1:47,92) Maarten Brzoskowski (1:46,25)                      | 7:09,16 | Q     |
| 9.      | 1      | 8   | Włochy            | Andrea Mitchell D’Arrigo (1:47,65) Alex di Giorgio (1:47,74) Marco Belotti (1:47,01) Gabriele Detti (1:46,80)            | 7:09,20 |       |
| 10.     | 1      | 7   | Południowa Afryka | Devon Myles William Brown (1:46,47) Sebastien Rousseau (1:48,35) Calvyn Justus (1:49,04) Dylan Bosch (1:48,75)           | 7:12,61 |       |
| 11.     | 1      | 2   | Hiszpania         | Victor Martin Martin (1:48,74) Miguel Duran Navia (1:48,10) Albert Puig Garrich (1:48,13) Marc Sanchez Torrens (1:47,65) | 7:12,62 |       |
| 12.     | 2      | 1   | Dania             | Anders Lie Nielsen (1:47,62) Daniel Skaaning (1:46,78) Soren Dahl (1:47,43) Magnus Westermann (1:50,83)                  | 7:12,66 |       |
| 13.     | 1      | 6   | Francja           | Jordan Pothain (1:46,56) Gregory Mallet (1:47,60) Lorys Bourelly (1:48,62) Damien Joly (1:50,93)                         | 7:13,71 |       |
| 14.     | 1      | 1   | Brazylia          | Luiz Altamir (1:48,19) Joao de Lucca (1:47,77) Andre Pereira (1:49,19) Nicholas Nilo (1:48,69)                           | 7:13,84 |       |
| 16. !   | 1      | 3   | Polska            | Jan Świtkowski (1:47,95) Paweł Korzeniowski (1:48,14) Kacper Klich (1:49,52) Kacper Majchrzak (1:45,50)                  | 7:11,11 | DSQ   |
| 16. !   | 2      | 8   | Węgry             | Péter Bernek (1:47,69) Gergő Kis (1:51,02) Benjamin Gratz (1:48,71) Dominik Kozma (1:51,09)                              | 7:18,51 | DSQ   |

### Finał
| Miejsce | Tor | Państwo           | Zawodnik                                                                                                   | Czas    | Uwagi |
| ------- | --- | ----------------- | --- | ------- | ----- |
| 1 !     | 5   | Stany Zjednoczone | Conor Dwyer (1:45,23) Townley Haas (1:44,14) Ryan Lochte (1:46,03) Michael Phelps (1:45,26)                | 7:00,66 |       |
| 2 !     | 4   | Wielka Brytania   | Stephen Milne (1:46,97) Duncan Scott (1:45,05) Daniel Wallace (1:46,26) James Guy (1:44,85)                | 7:03,13 | NR    |
| 3 !     | 2   | Japonia           | Kosuke Hagino (1:45,34) Naito Ehara (1:46,11) Yuki Kobori (1:45,71) Takeshi Matsuda (1:46,34)              | 7:03,50 |       |
| 4.      | 7   | Australia         | Thomas Fraser-Holmes (1:45,81) David McKeon (1:45,63) Daniel Smith (1:47,37) Mack Horton (1:45,37)         | 7:04,18 |       |
| 5.      | 3   | Rosja             | Daniła Izotow (1:46,72) Aleksandr Krasnych (1:45,67) Nikita Łobincew (1:46,31) Michaił Dowgaljuk (1:47,00) | 7:05,70 |       |
| 6.      | 6   | Niemcy            | Florian Vogel (1:47,16) Christoph Filderbrandt (1:47,91) Clemens Rapp (1:46,12) Paul Biedermann (1:46,09)  | 7:07,28 |       |
| 7.      | 8   | Holandia          | Dion Dreesens (1:47,58) Maarten Brzoskowski (1:46,87) Kyle Stolk (1:47,59) Sebastiaan Verschuren (1:47,06) | 7:09,10 |       |
| 8.      | 1   | Belgia            | Louis Croenen (1:48,95) Dieter Dekoninck (1:47,50) Glenn Surgeloose (1:46,91) Pieter Timmers (1:48,28)     | 7:11,64 |       |